# Giuseppe Antonio Zacchia Rondinini
Giuseppe Antonio Zacchia Rondinini (Vezzano Ligure, 22 febbraio 1787 – Roma, 26 novembre 1845) è stato un cardinale italiano, nominato cardinale della Chiesa cattolica da papa Gregorio XVI.

## Biografia
Nacque a Vezzano Ligure il 22 febbraio 1787.
Papa Gregorio XVI lo elevò al rango di cardinale nel concistoro del 21 aprile 1845.
Morì il 26 novembre 1845 all'età di 58 anni.